# Джетере Нуріє Джелілівна
Нуріє Дже́тере, до шлюбу Джелілова (крим. Nuriye Cetere, 11 січня 1921, Бахчисарай — 15 квітня 1991, Ташкент) — кримськотатарська акторка і танцюристка. Жертва депортації кримських татар.

## Біографія
Нуріє Джелілова народилая в Бахчисараї 11 січня 1912 року.
Закінчила Сімферопольське театральне училище, після чого з 1925 до 1937 працювала акторкою Кримськотатарського драматичного театру. Швидко увійшла в число провідних артистів театру. Грала головні ролі у виставах «Собака на сіні» Лопе де Вега (Діана), «Останні» Максима Горького (Настя), «Гамлет» Шекспіра (Офелія), «Намус» Ширванзаде (Севіль), «Бахчисарайський фонтан» Раїси Беньяш (Зарема). Роль Зареми в «Бахчисарайському фонтані» (драма за однойменною поемою Пушкіна) авторка написала спеціально для Нуріє Джелілової. Як танцюристка Нуріє була учасницею і переможницею конкурсів у Москві і Ростові — мистецтво кримських татар зазвичай представляли три людини — Сабріє Ереджепова (вокал), скрипаль-віртуоз Аппаз Меджитов і Нуріє Джелілова, яка виконувала національні танці, серед яких «Тим-тим» і «Аг'ир ава ве хайтарма». Передбачалося закордонне турне цього колективу, його проведенню перешкодила Друга світова війна.
У 1932 році Нуріє Джелілова одружилася з кримськотатарським актором і драматургом Сервером Джетере. Народила дочку Дженні, яка нині проживає в Торонто (Канада).
Під час окупації Криму в 1942-1944 роках залишалася в Сімферополі. В травні 1944 року депортована до селища Нова Ляля Свердловської області. На початку 1947 року чоловік домігся, аби Нуріє з дочкою дозволили виїхати з місць депортації до нього в Махачкалу, але сім'я проіснувала недовго — три місяці. Після розлучення Нуріє Джелілова, аби не потрапити в заслання, переїхала до рідні, депортованої в Наманган в Узбекистані. Працювала помічницею режисера в Наманганському театрі юного глядача.
Померла 15 квітня 1991 року. Похована в Ташкенті.